# François Gabourg
 (mai 2015).
Si vous disposez d'ouvrages ou d'articles de référence ou si vous connaissez des sites web de qualité traitant du thème abordé ici, merci de compléter l'article en donnant les références utiles à sa vérifiabilité et en les liant à la section « Notes et références ».
François Gabourg est dessinateur de presse et auteur de BD. Il est aussi Auteur-compositeur-interprète et apprécie particulièrement la formule guitare-voix. Il est né à Fort-de-France en Martinique.

## Biographie
Le dessin
François Gabourg est un artiste pluridisciplinaire, à la fois auteur, dessinateur et auteur-compositeur-interprète.
Il dessine depuis l’enfance, influencé par la BD et les dessins animés nord-américains, ainsi que la BD franco-belge. C’est au lycée qu’il découvre la pensée de Fanon dans laquelle sont abordées  les questions identitaires et coloniales. Il écoute depuis le battement de cœur de son île et du monde.
Le dessin de presse devient alors son moyen d’expression quotidienne.
François Gabourg aura réalisé une dizaine de livres, comprenant du dessin de presse, de la BD et des livres pour enfants.
Il dessinera pour la presse et particulièrement le quotidien de la Martinique, France-Antilles.
Il dessinera dans des émissions politiques et sportives pour Martinique 1ère, Guadeloupe 1ère, Guyane 1ère et France ô. Il aura en charge la réalisation ainsi que l’écriture de scénarios de modules courts pour Guadeloupe 1ère, Guyane 1ère et ViàATV en Martinique.
Emissions télé:
Les 1ère : « Le répondeur », « Je n’ai pas choisi ». ViàATV : « Les Djen Djen ».
Il aura réalisé de nombreux spots publicitaires en film d’animation traditionnelle et en images de synthèse.
La musique
Le dessin, l’écriture et la musique ne forment plus qu’un tout chez François Gabourg.
La musique a toujours fait partie de sa vie. Sa culture musicale se forme très tôt, nourrie par la musique caribéenne, africaine et la variété française des années 1970 et 1980.  
Les instruments ne manquent pas à la maison. On y trouve l’harmonica et le tambour bèlè que pratiquent son père, mais aussi la scie musicale, un orgue et singulièrement un mélodica et la guitare qui accompagneront François pendant plusieurs années.
C’est vers l’âge de 13 ans qu’il apprend la guitare avec ses frères. Le chant, la guitare, le clavier et le tambour sont les instruments qu’il aime pratiquer.
Pendant son adolescence il joue dans des groupes en tant que guitariste.
Après le lycée, le dessin prend une place centrale dans sa vie et devient son activité principale.
Il continue toutefois à composer, aussi bien à la guitare qu’au clavier.
En 2023 il revient sur scène à l’occasion de jam sessions.
C’est en mars 2024, à Tropiques Atrium, en Martinique qu’il fait sa 1ère scène avec ses compositions et ses textes en tant que chanteur guitariste.
François Gabourg se produit en formule guitare-voix.

## Publications
Il publie en collectif sa première BD Aspirir en 1990. Paraissent plus tard trois tomes de la série Rouj Bitume: Grève 2009, Carton Rouj et Like, consacré aux réseaux sociaux. La BD Les Man'kou avec une bande de jeunes opossums. Zama et Zita, la dame de la rivière et le trésor des caraïbes[incompréhensible].